# ريغا
ريغا (باللاتفية: Rīga) هي عاصمة لاتفيا وأكبر مدنها. تقع على ساحل بحر البلطيق عند مصب نهر داوجفا، وهي أكبر المدن بين مدن دول بحر البلطيق إذ يبلغ عدد سكانها 713,016 نسمة (2009)، وتعتبر كالمركز الأساسي للثقافة، التعليم، السياسة، المال، التجار ة والاقتصاد والصناعة لمنطقة البلطيق.
يعد مركز المدينة التاريخي من مواقع التراث العالمي حسب اليونيسكو، والمدينة تتميز بشكل خاص بفنها المعماري خاصة من طراز الفن الجديد (أرت نوفو).صُنِّفَت ريغا كأنظف مدينة في أوروبا.

## الحكومة
يُعد رئيس حكومة مدينة ريغا هو ذاته رئيس البلدية أو رئيس مجلس مدينة ريغا رسميًا. يُنتخب رئيس البلدية من قِبَل مجلس المدينة. يتم تعيين نائب أو أكثر له (نائب لرئيس البلدية). الرئيس الحالي للبلدية هو فيلنيس كيرسيس، الذي تم انتخابه في 17 أغسطس من عام 2023 من حزب الوحدة الجديدة بدعم من «ائتلاف التعاون»، الذي يتكون من حزب الوحدة الجديدة والتحالف الوطني/التحالف الإقليمي اللاتفي (إن إيه/إل آر إيه) وكود ريغا وشرف خادم ريغا وفصائل التنمية في لاتفيا.
يُعتبر مجلس المدينة هيئة منتخبة ديمقراطيًا، وهو السلطة النهائية لصنع القرار في المدينة. يتألف المجلس من 60 عضوًا أو نائبًا يتم انتخابهم كل أربع سنوات. تتكون رئاسة مجلس مدينة ريغا من رئيس المجلس والممثلين المفوضين من قِبَل الأحزاب السياسية أو كتل الأحزاب المنتخبة لمجلس المدينة. من فبراير إلى أكتوبر من عام 2020، تم تعليق مكاتب رئيس البلدية ونوابه وتم حلّ المجلس واستبداله بإدارة مؤقتة مكونة من ممثلين عن ثلاث وزارات حكومية حتى إجراء الانتخابات المبكرة في عام 2020.

## التركيبة السكانية
وفقًا لتقرير مكتب الإحصاء المركزي في عام 2024، تضم لاتفيا حوالي 605.270 نسمة إذ تعد واحدة من أكبر المدن في دول البلطيق، على الرغم من أن عدد سكانها قد انخفض بنسبة حوالي أكثر من 900.000 نسمة في عام 1991، مقارنةً مع عدد سكان العاصمة فيلنيوس. تتمثل الأسباب الملحوظة لذلك في الهجرة وانخفاض معدلات المواليد. وفقًا لبيانات عام 2022، شكّل اللاتفيون العِرقيون 47.4٪ من سكان ريغا والروس 35.7٪ والبيلاروسيون 3.6٪ والأوكرانيون 3.5٪ والبولنديون 1.7٪ والأعراق الأخرى بنسبة حوالي 8.2٪. وبالمقارنة، فإن 63.0٪ من إجمالي سكان لاتفيا كانوا من أصل لاتفي، بينما شكّل الروس 24.2٪ والبيلاروسيين 3.1٪ والأوكرانيين 2.2٪ والبولنديين 1.9٪ والليتوانيين إلى جانب بقية السكان من أصول مختلفة 1.1٪.
بعد استعادة لاتفيا استقلالها في عام 1991، لم يتم منح المهاجرين من الحقبة السوفييتية (وأي من ذريتهم المولودين قبل عام 1991) الجنسية اللاتفية تلقائيًا لأنهم هاجروا إليها خلال سنوات الاحتلال السوفييتي لدول البلطيق. زادت نسبة اللاتفيين في ريغا من 36.5٪ في عام 1989 إلى 47.4٪ في عام 2022. في المقابل، انخفضت نسبة الروس من 47.3٪ إلى 35.7٪ في نفس الفترة الزمنية. في عام 2022، شكّل مواطنو لاتفيا 79.0٪، في حين شكّل غير المواطنين 15.3٪ ومواطني البلدان الأخرى 5.6٪ من مجموع السكان.

## الاقتصاد
تمثل مدينة ريغا إحدى أهم المراكز الاقتصادية والمالية الرئيسية لدول البلطيق. يوجد فيها ما يقرب من نصف الوظائف في البلاد وهي تساهم بأكثر من 50٪ من الناتج المحلي الإجمالي للاتفيا، بالإضافة إلى حوالي نصف الصادرات. تشمل أهم الصادرات المنتجات الخشبية وتكنولوجيا المعلومات وتصنيع الأغذية والمشروبات والمستحضرات الطبية والنقل والمعادن. يُعتبر ميناء ريغا واحدًا من أكبر الموانئ في دول البلطيق. تم نقل 34 مليون طن من البضائع في عام 2011 عبر الميناء، وهو في طريقه للتوسع بفضل تطورات الموانئ الجديدة في كريفو سالا. تلعب السياحة أيضًا دورًا هامًا في اقتصاد ريغا، وخاصةً بعد انتعاشها من أزمة الركود الاقتصادي العالمي في أواخر العقد الأول من القرن الحادي والعشرين إذ شهدت نمو بنسبة 22% فقط في عام 2011.

كان من المقرر أن تصبح ريغا المركز المالي العالمي في الاتحاد السوفييتي السابق. قام أحد البنوك، الذي قدم مستويات عالية من السرية لعملائه، بالترويج لنفسه باستخدام شعار «نحن أقرب من سويسرا!». في 28 يوليو عام 1995، تم إنشاء أول بورصة في ريغا بمشاركة 20 مصرفًا لاتفيًا بمساعدة خبراء من سوق باريس للأوراق المالية.

## المناخ
يظهر الجدول التالي التغييرات المناخية على مدار السنة لريغا:
| البيانات المناخية لـريغا                                                                                                  | البيانات المناخية لـريغا | البيانات المناخية لـريغا | البيانات المناخية لـريغا | البيانات المناخية لـريغا | البيانات المناخية لـريغا | البيانات المناخية لـريغا | البيانات المناخية لـريغا | البيانات المناخية لـريغا | البيانات المناخية لـريغا | البيانات المناخية لـريغا | البيانات المناخية لـريغا | البيانات المناخية لـريغا | البيانات المناخية لـريغا |
| الشهر | يناير                    | فبراير                   | مارس                     | أبريل                    | مايو                     | يونيو                    | يوليو                    | أغسطس                    | سبتمبر                   | أكتوبر                   | نوفمبر                   | ديسمبر                   | المعدل السنوي            |
| --- | ------------------------ | ------------------------ | ------------------------ | ------------------------ | ------------------------ | ------------------------ | ------------------------ | ------------------------ | ------------------------ | ------------------------ | ------------------------ | ------------------------ | ------------------------ |
| الدرجة القصوى °م (°ف) | 10.2 (50.4)              | 13.5 (56.3)              | 20.5 (68.9)              | 27.9 (82.2)              | 30.1 (86.2)              | 33.8 (92.8)              | 34.1 (93.4)              | 33.6 (92.5)              | 29.3 (84.7)              | 23.4 (74.1)              | 17.2 (63.0)              | 11.5 (52.7)              | 34.1 (93.4)              |
| متوسط درجة الحرارة الكبرى °م (°ف)                                                                                         | −2.3 (27.9)              | −1.7 (28.9)              | 2.7 (36.9)               | 9.8 (49.6)               | 16.2 (61.2)              | 20.1 (68.2)              | 21.7 (71.1)              | 21.0 (69.8)              | 16.3 (61.3)              | 10.4 (50.7)              | 3.9 (39.0)               | 0.3 (32.5)               | 9.9 (49.8)               |
| المتوسط اليومي °م (°ف) | −5.1 (22.8)              | −4.7 (23.5)              | −1.0 (30.2)              | 5.4 (41.7)               | 11.1 (52.0)              | 15.1 (59.2)              | 17.0 (62.6)              | 16.4 (61.5)              | 12.2 (54.0)              | 7.2 (45.0)               | 1.7 (35.1)               | −2.1 (28.2)              | 6.1 (43.0)               |
| متوسط درجة الحرارة الصغرى °م (°ف)                                                                                         | −7.8 (18.0)              | −7.6 (18.3)              | −4.7 (23.5)              | 1.0 (33.8)               | 5.9 (42.6)               | 10.0 (50.0)              | 12.3 (54.1)              | 11.8 (53.2)              | 8.0 (46.4)               | 4.0 (39.2)               | −0.5 (31.1)              | −4.4 (24.1)              | 2.3 (36.2)               |
| أدنى درجة حرارة °م (°ف)                                                                                                   | −33.7 (−28.7)            | −34.9 (−30.8)            | −23.3 (−9.9)             | −11.4 (11.5)             | −5.3 (22.5)              | −1.2 (29.8)              | 4.0 (39.2)               | 0.0 (32.0)               | −4.1 (24.6)              | −8.7 (16.3)              | −18.9 (−2.0)             | −31.9 (−25.4)            | −34.9 (−30.8)            |
| الهطول مم (إنش) | 33.7 (1.33)              | 27.0 (1.06)              | 27.9 (1.10)              | 41.1 (1.62)              | 42.5 (1.67)              | 59.9 (2.36)              | 74.3 (2.93)              | 73.1 (2.88)              | 78.9 (3.11)              | 60.2 (2.37)              | 57.3 (2.26)              | 46.0 (1.81)              | 620.9 (24.44)            |
| متوسط أيام هطول الأمطار                                                                                                   | 21.5                     | 18.6                     | 15.7                     | 11.0                     | 11.8                     | 12.1                     | 12.8                     | 13.7                     | 13.0                     | 16.0                     | 18.9                     | 20.6                     | 185.7                    |
| متوسط الرطوبة النسبية (%)                                                                                                 | 87.9                     | 85.2                     | 79.4                     | 69.7                     | 67.7                     | 72.0                     | 74.2                     | 76.7                     | 81.1                     | 85.1                     | 90.2                     | 89.4                     | 79.9                     |
| ساعات سطوع الشمس الشهرية                                                                                                  | 31.0                     | 62.2                     | 127.1                    | 183.0                    | 263.5                    | 288.0                    | 263.5                    | 229.4                    | 153.0                    | 93.0                     | 39.0                     | 21.7                     | 1٬754٫4                  |
| متوسط مؤشر الأشعة فوق البنفسجية                                                                                           | 0                        | 1                        | 2                        | 3                        | 5                        | 6                        | 5                        | 5                        | 3                        | 1                        | 0                        | 0                        | 3                        |
| المصدر: Latvian Environment, Geology and Meteorology Agency (avg high and low), NOAA (sun and extremes) and Weather Atlas |                          |                          |                          |                          |                          |                          |                          |                          |                          |                          |                          |                          |                          |

## توأمة
لريغا اتفاقيات توأمة مع كل من:
- تايبيه (2001 - )
- كاليه
- آلبورغ (1989 - )
- ألماتي
- نور سلطان
- بريمن
- كيرنز
- تالين
- Tartu (urban municipality) [الإنجليزية]‏
- كييف (29 مايو 1998 - )
- فلورنسا
- سلاو
- لقنت
- أمستردام
- دونكيرك
- بوردو
- كوبه (1974 - )
- موسكو
- دالاس
- مينسك
- بكين
- روستوك (1961 - )
- سانت بطرسبرغ
- سانتياغو
- ستوكهولم
- سوجو
- فيلنيوس
- وارسو
- غوام
- بايتا
- حكومة أمستردام
- بوري
- بلدية نورشوبينغ [الإنجليزية]‏
- Aalborg Municipality [الإنجليزية]‏ (1989 - )
- كاوناس (2013 - )

## أعلام
- فريدريش جيكلن
- سيرجي آيزنشتاين
- يانيس شاكستن
- انيس جونزم
- فالديس زاتلرز
- جانيس كرومينش
- ميخائيل تال
- أشعيا برلين
- فيلهلم أوستفالد
- يوجين دي ألبرت